# Heinrich von Reckow
Heinrich Otto von Reckow (* 9. Oktober 1815 in Stettin; † 15. Dezember 1895 in Stolp) war ein preußischer Generalmajor und Kommandeur der 29. Kavallerie-Brigade.

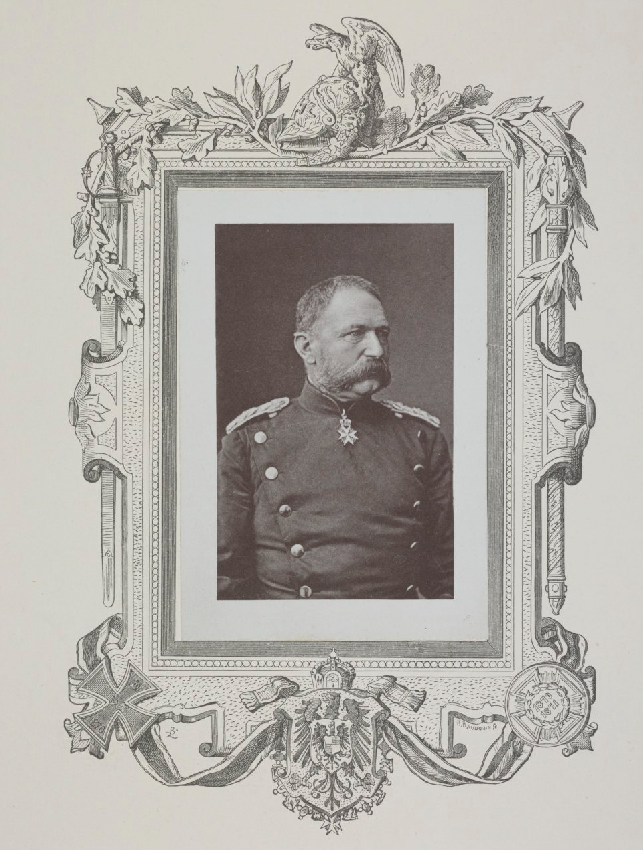
Heinrich Otto von Reckow, 1877 (Porträt aus der Biblioteka Narodowa in Warschau, Polen)

## Leben

### Herkunft
Heinrich war der älteste Sohn des preußischen Kapitäns Friedrich von Reckow (1771–1844) und dessen erster Ehefrau Luise, geborene von Regemann (1784–1819) verwitwete Schulz.

### Militärkarriere
Nach dem Besuch des Gymnasiums in Köslin trat Reckow am 11. Juni 1834 in das 5. Husaren-Regiment der Preußischen Armee ein und avancierte bis Mitte Februar 1839 zum Sekondeleutnant. Vom 10. März 1843 bis zum 30. April 1845 war er zum Kavalleriestamm des III. Bataillons im 9. Landwehr-Regiment nach Schivelbein sowie vom 1. Februar 1847 bis zum 30. September 1848 zum Kavalleriestamm des II. Bataillons im 21. Landwehr-Regiment nach Stolp kommandiert. Während der Mobilmachung wurde Reckow von Mitte November 1850 bis Mitte Februar 1851 als Eskadronführer beim mobilen 5. Husaren-Regiment verwendet. Anschließend war er vom 1. Oktober 1851 bis zum 31. Juli 1853 zur Tierarzneischule nach Berlin kommandiert. Bis Mitte August 1853 stieg er zum Rittmeister auf und war von Oktober 1853 bis Ende März 1855 als Eskadronführer im 5. Landwehr-Husaren-Regiment tätig. Am 1. Juni 1855 erfolgte seine Ernennung zum Eskadronchef in seinem Stammregiment. Am 18. Oktober 1861 wurde Reckow zum Major befördert und am 2. Juli 1863 als etatsmäßiger Stabsoffizier in das 1. Brandenburgische Ulanen-Regiment (Kaiser von Rußland) Nr. 3 nach Fürstenwalde/Spree versetzt.
Für die Dauer des mobilen Verhältnisses anlässlich des Deutschen Krieges war Reckow vom 13. Mai bis zum 16. September 1866 Kommandeur des 3. Landwehr-Ulanen-Regiments. Nach dem Krieg stieg er Ende September zum Oberstleutnant auf, wurde am 30. Oktober 1866 Kommandeur des Westpreußischen Ulanen-Regiments Nr. 1 und in dieser Stellung am 3. Juli 1868 zum Oberst befördert. Im Krieg gegen Frankreich führte Reckow sein Regiment 1870/71 in den Kämpfen bei Weißenburg, Wörth, Sedan, Artenay, Orleans, Le Mans, Vitry, Raucourt, Frenois, Varize, Chateauneuf, Illiers, Brou, Bonneval und Cravant. Ausgezeichnet mit dem Eisernen Kreuz II. Klasse beauftragte man ihn nach dem Friedensschluss am 15. Juli 1871 unter Stellung à la suite seines Regiments zunächst mit der Führung der 29. Kavallerie-Brigade in Freiburg im Breisgau. Am 19. Oktober 1871 wurde er zum Kommandeur dieses Großverbandes ernannt sowie am 22. März 1873 zum Generalmajor befördert. Unter Verleihung des Roten Adlerordens II. Klasse mit Eichenlaub wurde Reckow am 12. Juli 1873 mit Pension zur Disposition gestellt.
Er war Rechtsritter des Johanniterordens und starb am 15. Dezember 1895 in Stolp.
In seiner Beurteilung schrieb der Oberst von Bernhardi im Jahr 1869: „Oberst von Reckow ist ein nach allen Richtungen hin vortrefflich veranlagter Regimentskommandeur, dessen Leistung volle Anerkennung verdient. Kräftig von Körper, angenehm in seiner Erscheinung vor der Front, gewandt und schnell als Reiter, rasch in der Auffassung und bestimmt in der Ausführung ihm erteilter Aufträge, gleich liebenswürdig als Kamerad und energisch als Kommandeur ist sein Einfluß auf das Offizierskorps ein anregendes und bildendes.“